# 帕沃·约翰松
帕沃·约翰松（芬蘭語：Paavo Johansson，1895年10月21日—1983年12月5日），芬兰男子田径运动员。他曾代表芬兰参加1920年和1924年夏季奥林匹克运动会田径比赛，其中1920年奥运会获得一枚铜牌。